# Saeul
Saeul (lb. Sëll) − miejscowość i gmina (gemeng / commune / Gemeinde) w zachodnim Luksemburgu, siedziba administracyjna kantonu Redange. Do 3 października 2015 gmina leżała w dystrykcie Diekirch. Siedziba administracyjna gminy znajduje się w miejscowości Saeul. Liczy 983 mieszkańców (1 stycznia 2023).  

## Podział administracyjny
Do gminy należy pięć miejscowości, w tym pięć (Uertschaft) oraz żaden lieu-dit: 
1. Calmus (Kaalmes / Kalmus)
2. Ehner (Iener)
3. Kapweiler
4. Saeul (Sëll)
5. Schwebach (Schweebech)